# Emilio Cortiguera
Emilio Cortiguera Olaran (Santander, 1873-Santander, 1951) fue un escritor español.

## Biografía
Nació el 13 de febrero de 1873 en Santander. Odontólogo y redactor del diario santanderino La Atalaya (1894), fue colaborador de la revista Barcelona Cómica (1895)  y otras publicaciones literarias y cultivó la crítica teatral y la poesía. Es descrito como «de talante liberal y masón». Falleció el 16 de agosto de 1851 en Santander y fue sepultado en el cementerio de Ciriego.